# Alagoasmesbekpauwies
De alagoasmesbekpauwies (Mitu mitu) is een vogel uit de familie van de sjakohoenders en hokko's (Cracidae). Het is een in het wild uitgestorven, endemische soort uit Brazilië.

## Kenmerken
De vogel is 83 tot 89 cm lang. Dit hoen heeft een stevige, grote snavel en een bijna geheel zwart verenkleed met een blauwe glans. De veren bij het loopbeen, onderbuik en onderstaartdekveren zijn kastanjebruin en de poten zijn bleekrood. De uiteinden van de staartveren hebben een lichte vlekken.

## Verspreiding en leefgebied
De soort kwam tot in de 17de eeuw voor in Alagoas en Pernambuco in het noordoosten van Brazilië, daarna waren er geen bevestigde waarnemingen meer. In 1951 werd de soort herontdekt in São Miguel dos Campos in Alagoas. Daarna werd de vogel regelmatig gezien en geschoten. De laatste in de jaren 1980. Het leefgebied bestond uit primair laaglandregenwoud.

## Status
De alagoasmesbekpauwies overleeft in gevangenschap. In 2008 waren er twee vogelparken die samen 130 van deze hokko's hadden; daarvan was 35% een bastaard met de kleine mesbekpauwies (M.tuberosum). Het oorspronkelijke leefgebied verdween door ontbossing waarbij natuurlijk bos werd omgezet in suikerrietplantages. Daarnaast werd op de vogel gejaagd. Nu staat deze soort als uitgestorven in het wild  op de Rode Lijst van de IUCN.